# Platygonus
Platygonus és un gènere extint de pècari herbívor de la família dels pècaris (Tayassuidae), que fou endèmic de Nord-amèrica des del Miocè fins al Plistocè (fa 10.300.000-11.000 anys).
Platygonus era un animal gregari i, com els pècaris moderns, possiblement es movia en ramats. S'estenia des del sud del Canadà fins a Mèxic i de Califòrnia a Pennsilvània.